# Слащев Володимир Іванович
Володимир Іванович Слащев — лейтенант танкових військ Збройних сил України, учасник російсько-української війни, що трагічно загинув під час російського вторгнення в Україну.

## Життєпис
Закінчив Харківський політехнічний фаховий коледж
Під час російського вторгнення в Україну в 2022 році служив у танкових військах Збройних сил України.

## Нагороди
- Орден «За мужність»» III ступеня (2022, посмертно) — за особисту мужність і самовіддані дії, виявлені у захисті державного суверенітету та територіальної цілісності України, вірність військовій присязі.